# Alodia Gosiengfiao
 (mai 2011).
Si vous disposez d'ouvrages ou d'articles de référence ou si vous connaissez des sites web de qualité traitant du thème abordé ici, merci de compléter l'article en donnant les références utiles à sa vérifiabilité et en les liant à la section « Notes et références ».
Alodia Almira Arraiza Gosiengfiao (née le 9 mars 1988 en Quezon City, Philippines) est un mannequin principalement concentré dans le cosplay.

## Vie personnelle
Alodia vit à Quezon City et aime l'art, la mode, les jeux vidéo, cosplay, et les synthétiseurs.

## Cosplay
Alodia a souvent fréquenté les conventions d'animes[Quoi ?] et jeux vidéo, que ce soit pour assister aux congrès ou participer à des concours de cosplay. Sa popularité commence en 2003 quand elle gagne dans un événement appelé "C3 Convention" en 2003. Avec le cosplay de Rikku du jeu vidéo "Final Fantasy X-2". Cela la conduit elle et sa sœur Ashley à être sur la couverture du numéro 14 de Culture Crash Magazine, un magazine de manga connu en Philippines.
Alodia a été Animax la toute première gagnante du premier event Levi's girl Kawaii dans le dernier épisode de Mad Mad Fun, qui a été annoncé sur les ondes le 29 novembre 2007.
Depuis, elle a continué de cosplayer divers personnages de dessins animés différents et les jeux vidéo. L'édition de FHM Philippines la classe numéro 87 en 2009 dans son classement des 100 femmes les plus sexy dans le monde.
Alodia a été nommée par l'ONU Magazine comme l'une des femmes les plus influentes aux Philippines. Elle est maintenant considérée comme l'une des cosplayeurs les plus connues au monde.